# بنزوئین
بنزوئین (به انگلیسی: Benzoin) یک ترکیب شیمیایی با شناسه پاب‌کم ۸۴۰۰ است. شکل ظاهری این ترکیب، بلورهای سفید است.